# Johnathan Franklin
Johnathan A. Franklin (Los Angeles, 23 ottobre 1989) è un giocatore di football americano statunitense che gioca nel ruolo di running back per i Green Bay Packers della National Football League (NFL). Fu scelto nel corso del quarto giro (125º assoluto) del Draft NFL 2013 dai Packers. Al college ha giocato a football a UCLA.

## Carriera professionistica

### Green Bay Packers
Franklin fu scelto nel corso del quarto giro del Draft 2013 dai Green Bay Packers. Nella settimana 3 contro i Cincinnati Bengals corse 103 yard e segnò il suo primo touchdown ma perse anche un fumble che risultò decisivo per la sconfitta della sua squadra. La sua stagione da rookie si concluse con 107 yard corse e un touchdown in 11 presenze, nessuna delle quali come titolare.

## Vittorie e premi
Nessuno

## Statistiche
| Partite totali      | 11  |
| Partite da titolare | 0   |
| Yard su corsa       | 107 |
| Touchdown su corsa  | 1   |

Statistiche aggiornate alla stagione 2013